# Петропавловка (Балахтинский район)
Петропавловка — село в Балахтинском районе Красноярского края России,основано примерно в середине 18 века. Расположена на реке Кызынджуль, берущая своё начало на Солгонском кряже.  Является административным центром Петропавловского сельсовета.

## География
Село расположено в 64 км к западу от районного центра Балахта.

## Население
| 1989 | 2002 | 2010 |
| ---- | ---- | ---- |
| 612  | ↗653 | ↘403 |

Гендерный состав
По данным Всероссийской переписи населения 2010 года 186 мужчин и 217 женщин из 403 чел.

#### Интересный факт
В 1897 году во время своей Шушенской ссылки, в Петропавловке останавливался на ночлег В.И. Ленин.
До начала 2000-х годов в районе села располагалась воинская часть.